# كروان الماء الأوراسي
كروان الماء الأوراسي أو كروان الماء أو النَهقة الأوراسية (الاسم العلمي: Numenius arquata)، طائر خواض كبير الحجم وطويل المنقار يُفرخ في المناطق المُعتدلة في أوروبا وآسيا ويشتو في جنوب آسيا وإفريقيا. ويمكن العثور عليه في تشكيلة واسعة من الموائل الرطبة بأسراب كبيرة خاصة خارج موسم التفريخ حيث تقتات على اللافقاريات الصغيرة التي تبحث عنها في الوحل والطين بمناقيرها.

## التصنيف
وصف عالم الطبيعة السويدي كارولوس لينيوس كروان الماء الأوراسي علميًا لأول مرة في عام 1758 في الطبعة العاشرة من كتابه نظام الطبيعة تحت الاسم العلمي Scolopax arquata. وُضع الآن مع ثمانية كراوين أخرى في جنس كراوين الماء الذي قدمه عالم الطيور الفرنسي ماثورن بريسون في عام 1760. اسم الجنس Numenius هو من اللغة اليونانية القديمة νουμήνιος، noumēnios ، وهو طائر ذكره هيسيخيوس الملطي. يرتبط بالكروان لأنه يبدو أنه مشتق من neos ، "جديد" و mene "القمر"، في إشارة إلى المنقار هِلالي الشكل. اسم النوع arquata هو الاسم اللاتيني في العصور الوسطى لهذا الطائر، مشتق من الكلمة اللاتينية arcuatus والذي يعني "قوسيّ الشكل"، ويشير مرة ثانيةً شكل المنقار.
تُصنف ثلاثة نُوَيعات:
- النُوَيعة القوسية (N. a. arquata) ( لينيوس ، 1758) – تُفرخ في غرب وشمال ووسط أوروبا.
- النُوَيعة المَشرقية (N. a. orientalis) ، بريم – 1831 – تُفرخ في غرب ووسط سيبيريا حتى شمال شرق الصين.
- النُوَيعة السوشكينيَّة (N. a. suschkini) نيومان ، 1929 – نُفرخ من غرب كازاخستان إلى جنوب غرب سيبيريا.

## الوصف

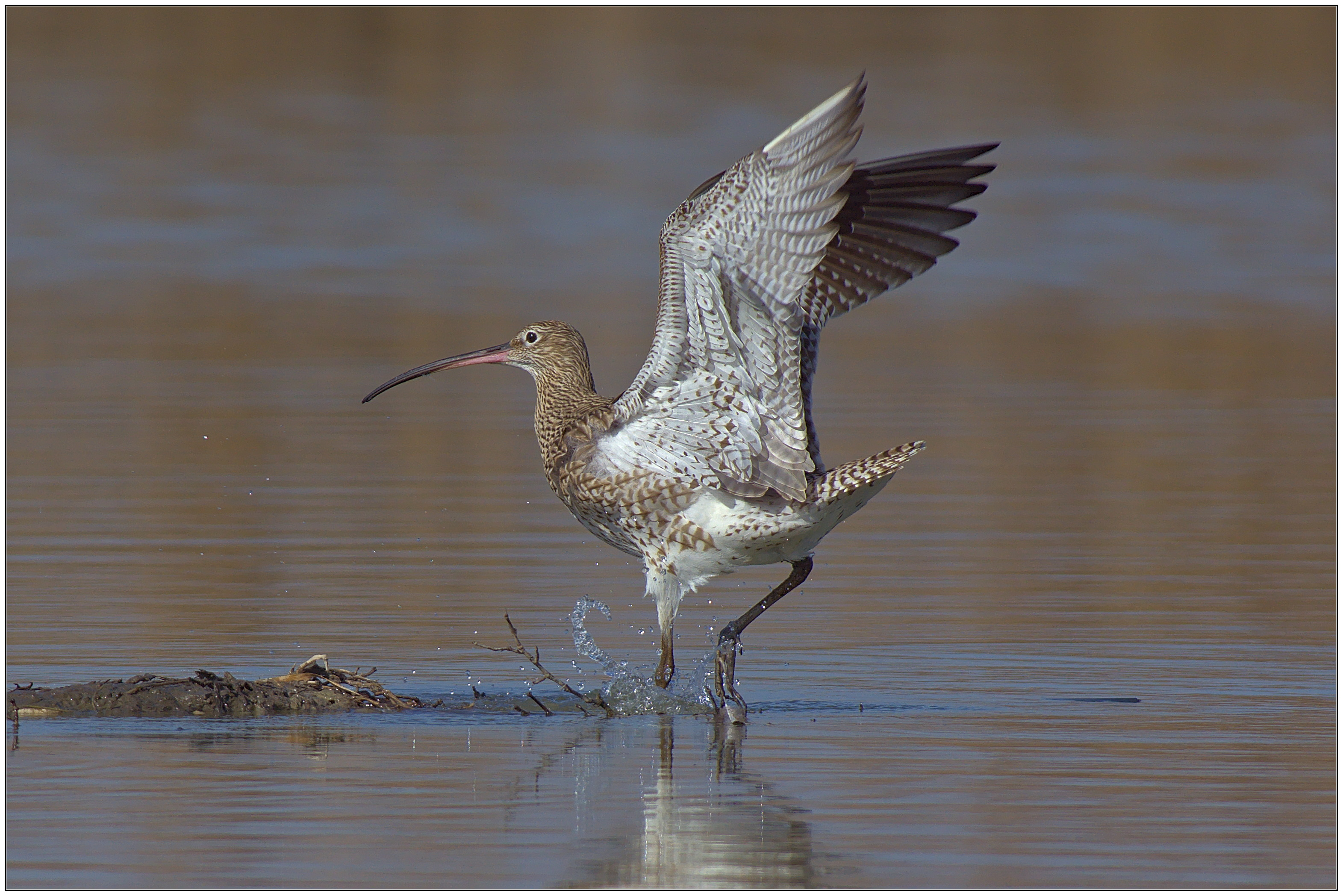
لاحظ أسفل الجناح الأبيض

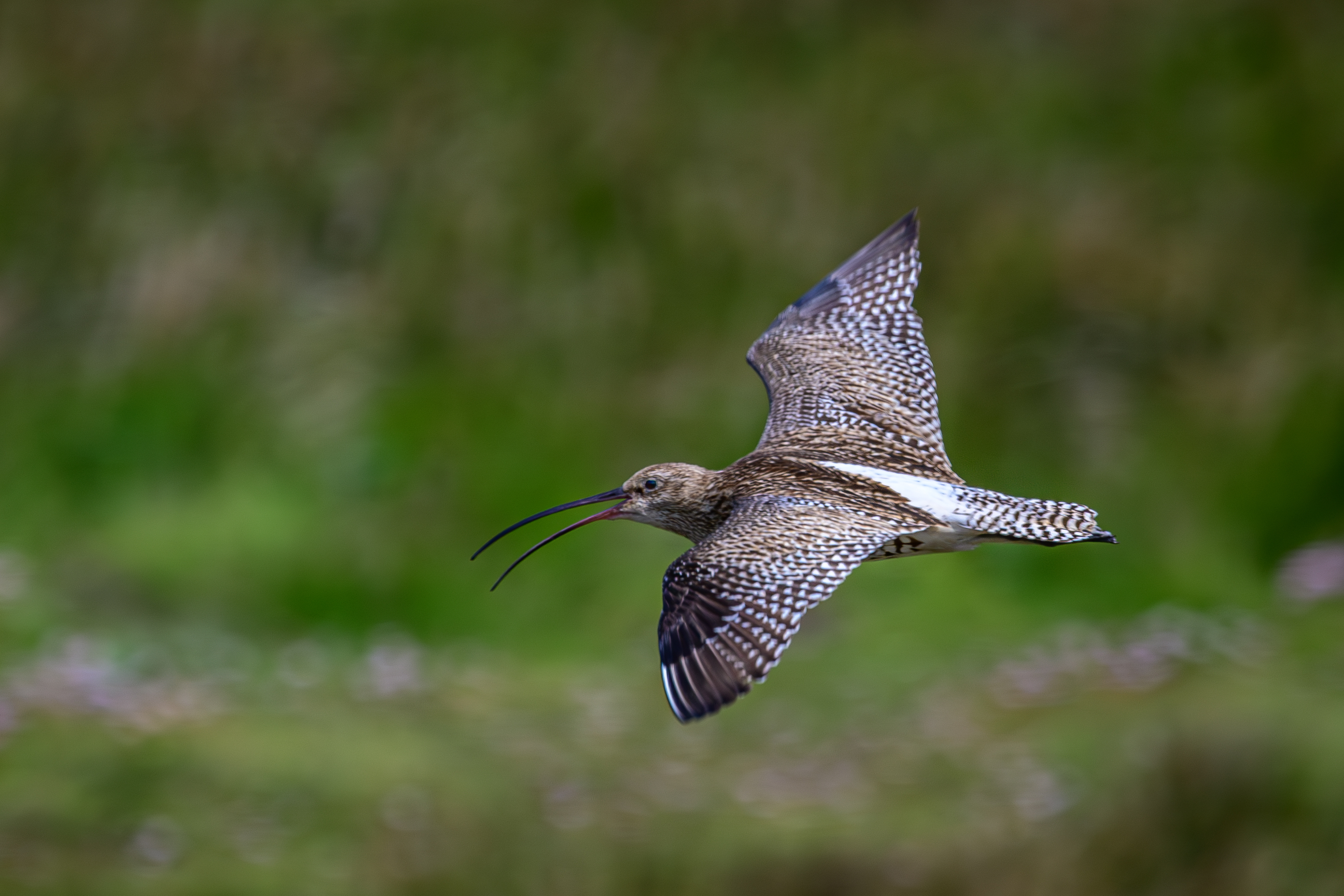
أثناء الطيران

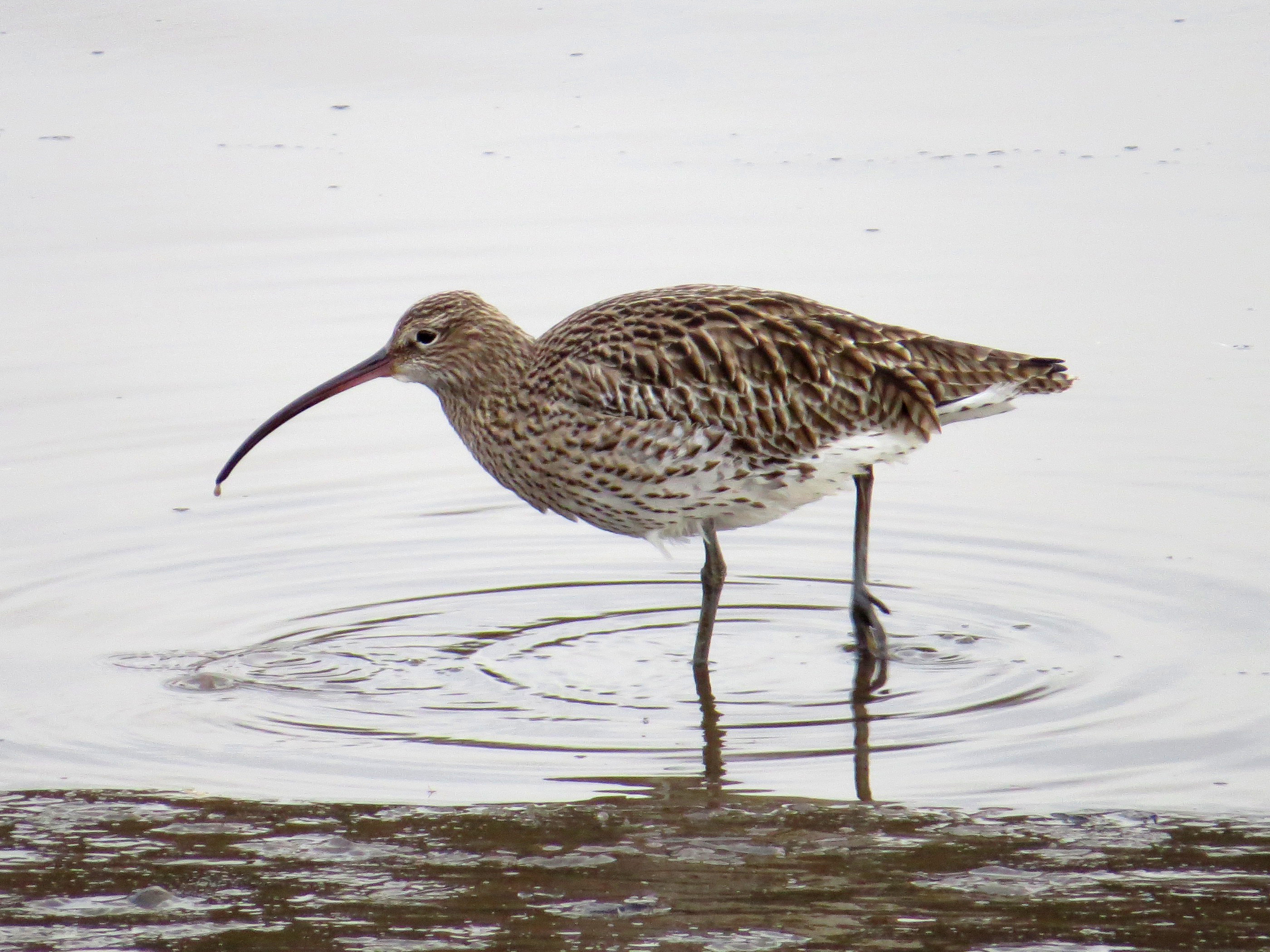

أكبر الخواضات في نِطاقه حيث يُراوح طوله بين 50 و60 سم وباع الجناح بين 80 و100 سم أما الوزن عند الذكور يُراوح بين 410 و1010 غم، أما عند الإناث بين 475 و1360 غم. كروان كبير ذو كِسوة بُنية ضاربة للرمادي ذو منقار طويل شبيه بالقوس ونمط رأس مُصمت. الرأس والرقبة والصدر والأجزاء العلوية بُنيّة مؤدمة ذات خطوط دكناء، مع أن الكِسوة ذات أشكال متنوعة. أسفل الجناح شاحب، والعجُز وأسفل الظهر أبيضان وكذلك البطن أبيض، والجانبان مُخططان. متوسط حجم الإناث أكبر، وخاصةً منقارها الأطول، ولكن أيضًا في متوسط طول الجناح حيث يُراوح بين 286 و326 ملم، مقابل 276 و302 ملم عند الذكور. البالغ في كِسوة الشتاء له صدر وأجزاء علوية رمادية ضاربة للبُنيّ وأجزاء سفلية أكثر بياضًا. الطيور اليافعة لديها صدر أكثر بياضًا والجانبان أقل تخطيطًا والأجزاء العلوية بها بقع وأطراف مؤدمة.
عادة ما تكون النُوَيعة المشرقية أشحب لونًا، مع كواسي أسفل جناح بدون أي علامات تقريبًا. قد يكون أسفل العجُز أكثر توشيمًا والجزء الداخلي من الجناح أشجب، ولكن هناك تداخل كبير. النُوَيعة التشوسكية تشبه النُوَيعة القوسية في حجمها الكلي وطول المنقار، ولكنها تشبه إلى حد كبير النُوَيعة المَشرقية في كِسوتها ويمكن أن يكون من الصعب تمييزها عن الأخيرة في الميدان، مع أن للذيل شرائط سوداء وبيضاء أكثر تباينًا، وليست بُنية وبيضاء.
النوع المشابه الوحيد في معظم نطاق كروان الماء الأوراسي هو الفيُّوب الأوراسي (Numenius phaeopus) وهو أصغر حجمًا وله منقار أقصر مع انحناء مُلتوي بدلاً من الانحناء السلس. قد تشبه الكراوين المائية الأوراسية في كسوة الشتاء أثناء الطيران أيضًا البُقويقة السُلطانية مُوشمة الذيل (Limosa lapponica) ومع ذلك، فإن هذه الأخيرة أصغر ومنقار مُنحني للأعلى قليلاً والأرجل لا تمتد إلى ما بعد الذيا. أقدام الكروان الأوراسي أطول، وتشكل "نقطة" ملحوظة.

## الانتشار والموئل

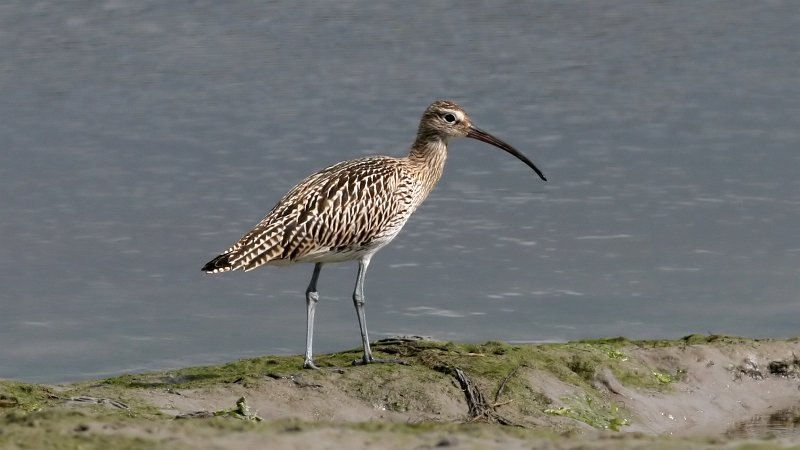

ينتشر هذا النوع على نطاق واسع، ويَُفرخ في أوروبا من الجزر البريطانية، عبر شمال غرب أوروبا واسكندنافيا إلى روسيا وشرقًا إلى سيبيريا، شرق بحيرة بايكال. وهو طائر مُهاجر يشتو حول سواحل شمال غرب أوروبا والبحر الأبيض المتوسط وإفريقيا والشرق الأوسط وشبه القارة الهندية وجنوب شرق آسيا واليابان وجزر سوندا. عَرَضيًا، قد تشرد أفرادٌ إلى أماكن بعيدة عن نطاقها الطبيعي، مثل نوفا سكوشا وجزر الماريانا. الكروان الأوراسي مُقيم طوال العام في المناخات المعتدلة في إرلندا والمملكة المتحدة والسواحل الأوروبية المجاورة لها.
يُفرخ هذا النوع في المخثات والأراضي البور المُرتفعة حيث تفضل المناطق ذات الغطاء النباتي غير المتجانس نسبيًا، والأراضي العُشبية الرطبة، والمناطق العشبية أو المخثية المكشوفة في الغابات، والأراضي الزراعية الواسعة، والمستنقعات والبراح الجافة، ووديان الكثبان الرملية والأهوار الساحلية؛ تتكاثر أعداد متزايدة في المروج. تُفرخ على ارتفاع إلى 760 مترًا على الأقل في أوروبا. يوجد هذا النوع شتاءً، أساسًا في السواحل الموحلة والخلجان ومصبات الأنهار؛ كما يوجد بانتظام أيضًا على الضفاف الموحلة للبحيرات والأنهار الداخلية، وكذلك على الأراضي الزراعية في أجزاء من نِطاقه بما في ذلك حقول القش والحبوب الشتوية والمراعي. أثناء الهجرة، يُعثر عليه أيضًا في الأراضي العشبية الرطبة والحقول الصالحة للزراعة. من المرجح أن تقتات الذكور في الأراضي العشبية الداخلية أكثر من الإناث، وُجد أن الطيور تستخدم الأراضي العشبية للبحث عن الطعام في وقت مبكر من موسم التفريخ ولكنها تنتقل إلى حقول الحبوب لاحقًا في المناطق الزراعية في السويد.
أدى استصلاح وجفاف الأهوار والبراح، وتشجير هذه الأخيرة، إلى انخفاضات محلية في أعداد الكروان الأوراسي، في حين أدى تحويل الغابات إلى أراضٍ عشبية في بعض أجزاء من الدول الاسكندنافية إلى ارتفاعها هناك.

## معرض صور

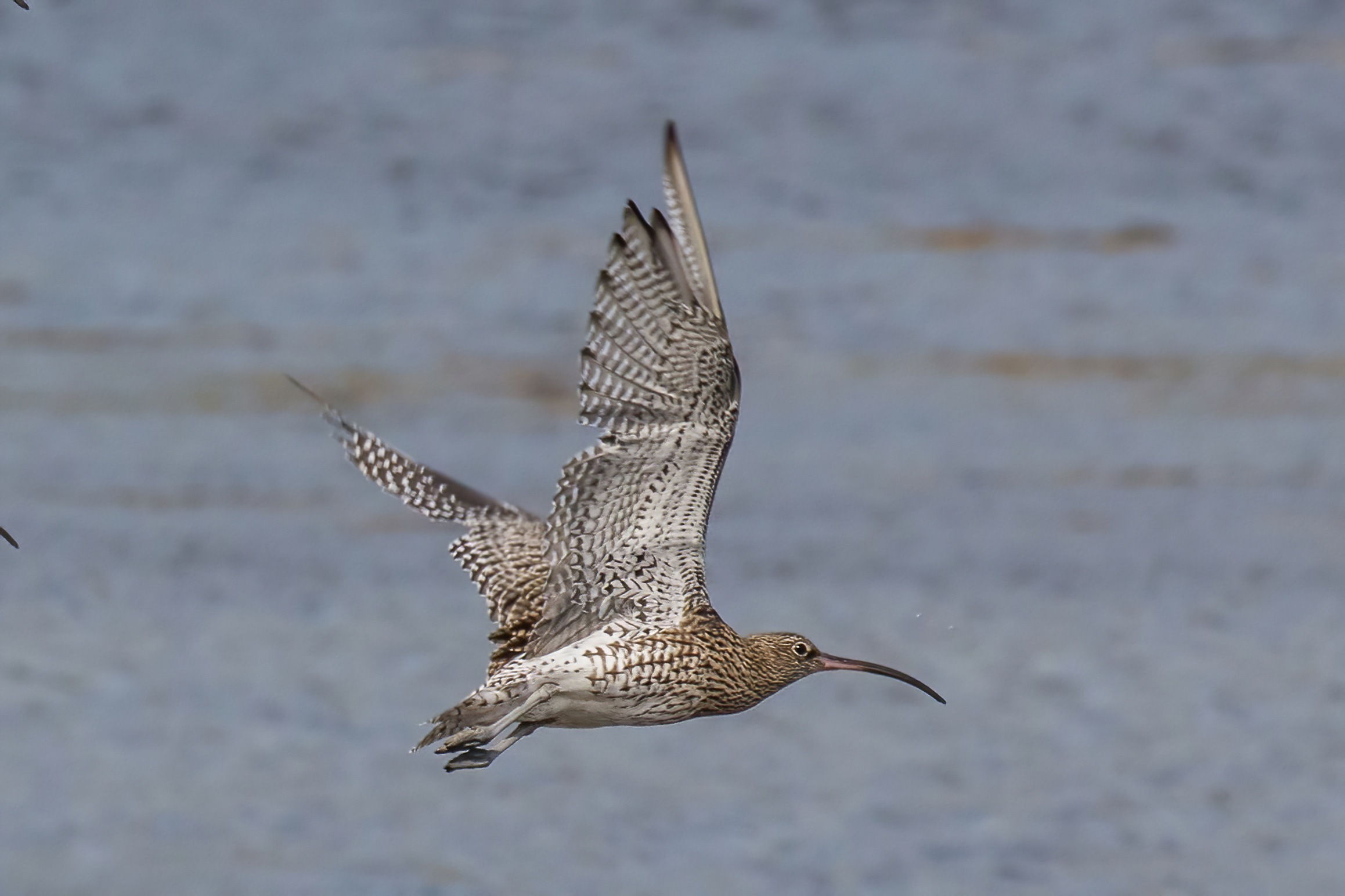
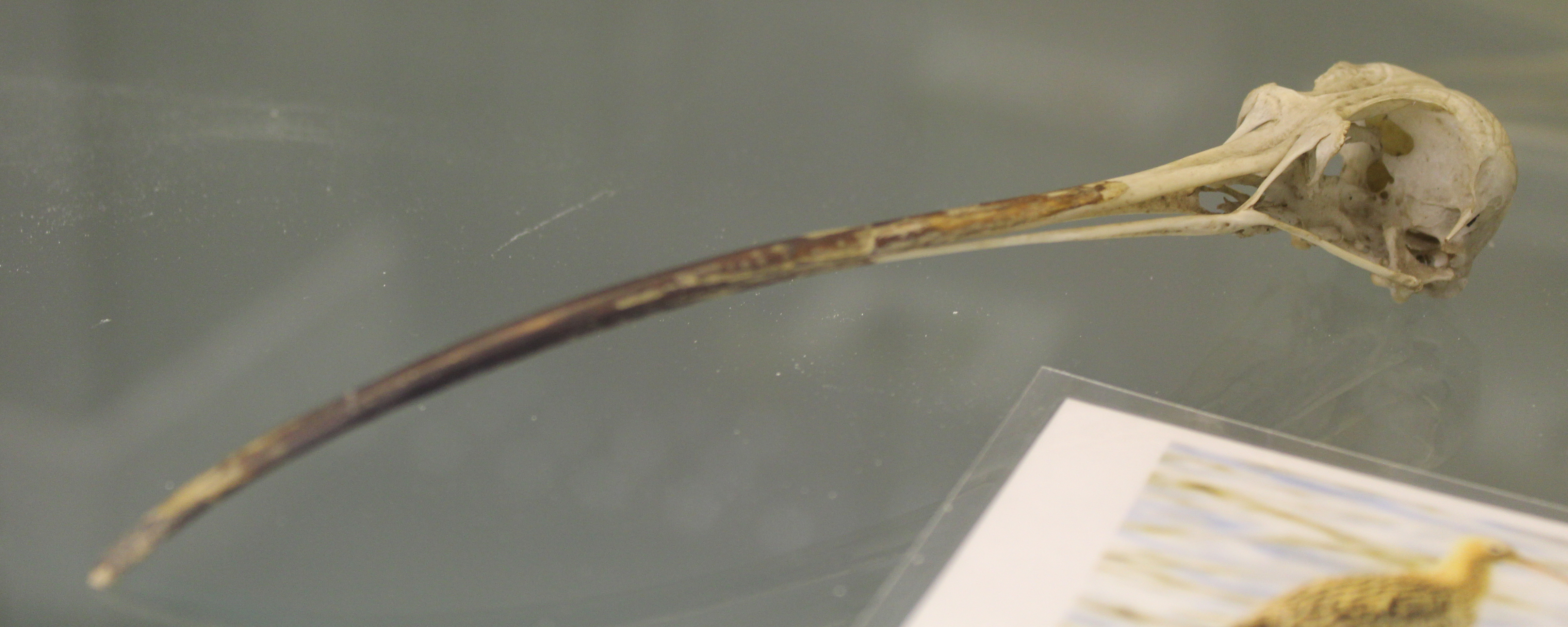
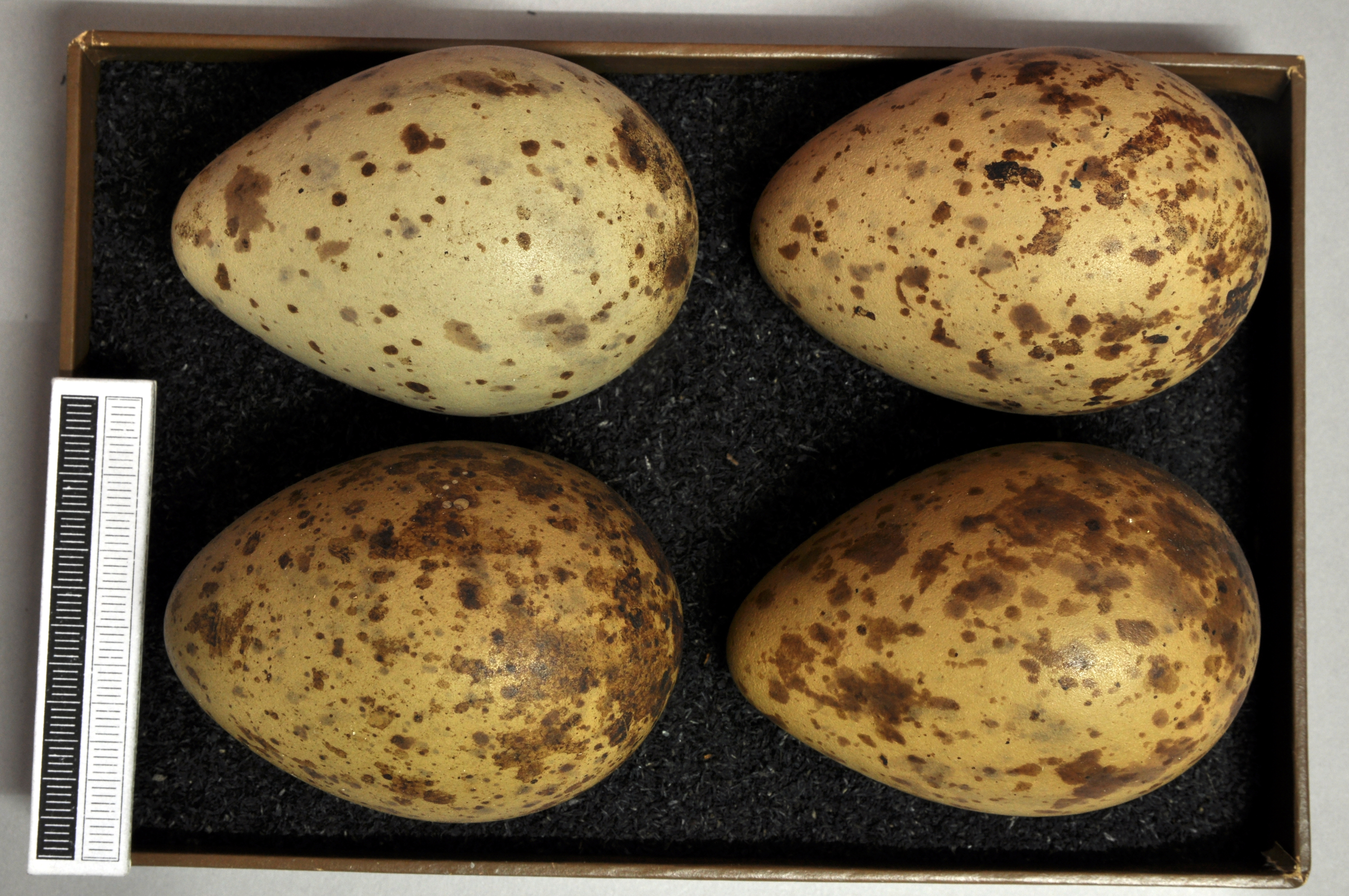
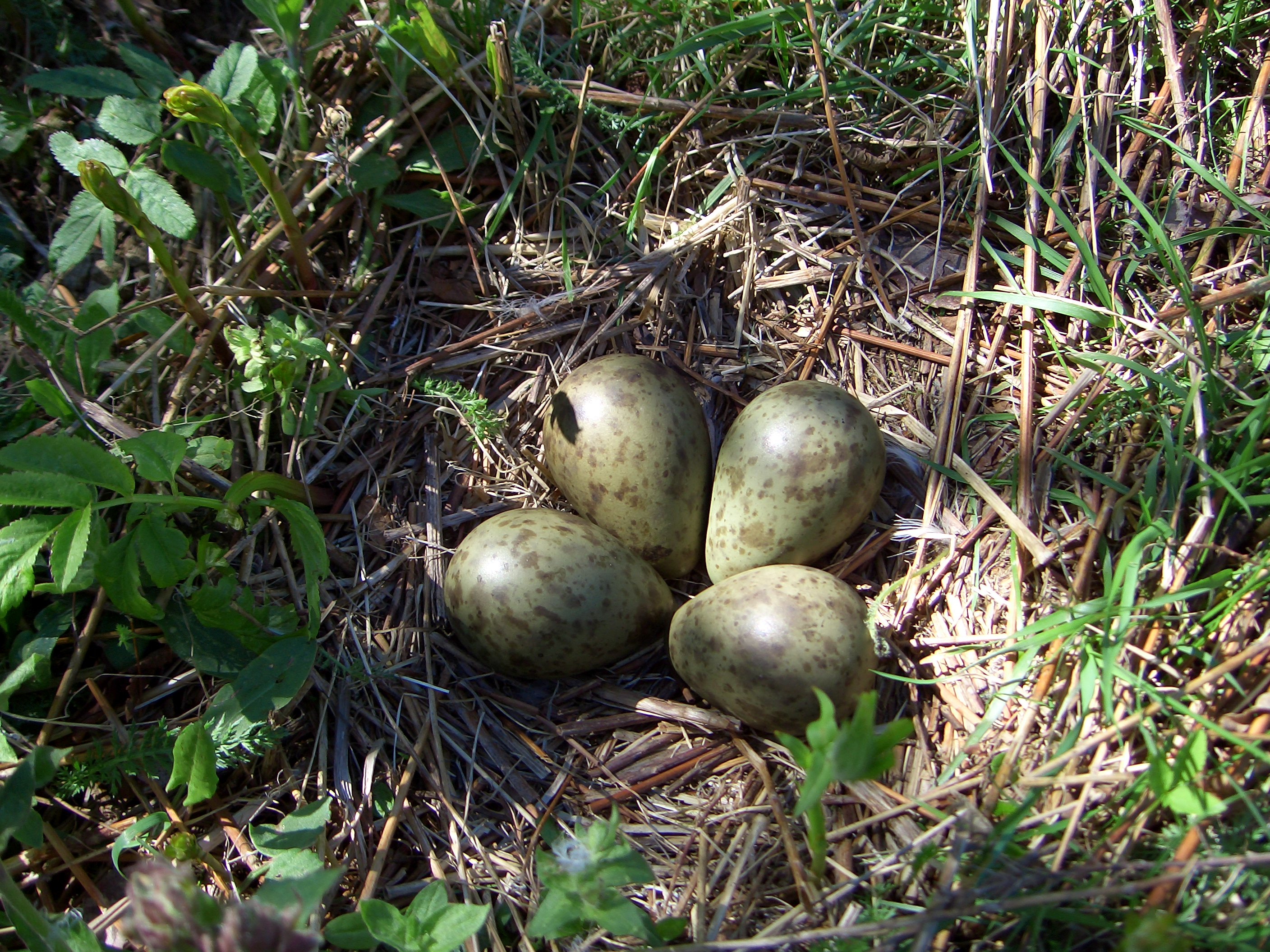